# Lacerta oertzeni
Lacerta oertzeni är en ödleart som beskrevs av  Werner 1904. Lacerta oertzeni ingår i släktet Lacerta och familjen lacertider.

## Underarter
Arten delas in i följande underarter:
- L. o. budaki
- L. o. finikensis
- L. o. ibrahimi
- L. o. oertzeni
- L. o. pelasgiana